# Балько Богдан-Степан
Богда́н-Степа́н Балько́ (нар. 15 серпня 1918, с. Довге, нині Тернопільського району Тернопільської області — пом. 17 серпня 1981, м. Вінніпег, Канада) — український ветеринар, диригент, громадський діяч.

## Життєпис
Воював в Українській Національній Армії. Диригент хору в м. Мец (Франція, 1947—1948).
1948 поселився у м. Вінніпег (Канада), де був диригентом хорів. Президент Манітобської ветеринарської асоціації, голова Об'єднання українських ветеринарних лікарів Канади, голова Ради української культури в Канаді.